# XMII
XMII è il quinto album dal vivo del gruppo musicale britannico Porcupine Tree, pubblicato nel giugno 2005 dalla Transmission Recordings e dalla Lava Records.

## Descrizione
Contiene la registrazione audio del concerto che il gruppo ha tenuto nel luglio 2003 presso l'XM Satellite Radio Performance Studio One di Washington. Oltre ai quattro componenti dei Porcupine Tree appare anche il turnista John Wesley, che ha contribuito alla chitarra e ai cori aggiuntivi.

## Tracce
Testi e musiche di Steven Wilson, eccetto dove indicato.
1. Shesmovedon – 5:09
2. Fadeaway – 5:18 (Steven Wilson, Alan Duffy)
3. Trains – 5:30
4. Hatesong – 8:29 (Steven Wilson, Colin Edwin)
5. Pure Narcotic – 5:10
6. Russia on Ice – 12:04 (Steven Wilson, Chris Maitland, Richard Barbieri, Colin Edwin)
7. Last Chance to Evacuate Planet Earth Before It Is Recycled – 4:57
8. Feel So Low – 3:51

## Formazione
Gruppo
- Richard Barbieri – tastiera
- Colin Edwin – basso
- Gavin Harrison – batteria
- Steven Wilson – chitarra, voce

Altri musicisti
- John Wesley – chitarra, cori, voce principale (traccia 2)

Produzione
- Quinton Roebuck – registrazione
- Steven Wilson – missaggio